# Roman de Horn
Le roman de Horn, ou roman de Horn et de Hunlaf, est un roman d’aventure de 14 866 vers rédigé en anglo-normand vers 1170 par un auteur anonyme nommé « Thomas ». Il a servi de base à King Horn, un roman courtois composé vers 1225.
Le roman de Horn a pour héros Horn, fils de Aaluf, roi de Southdone (probablement quelque part dans le Devon), ainsi que Romund, Hunlaf, Guddred, Lemburg, Batolf, Rimel, Gudmod, Romuld le Malfé, Rollac, Hildebrant. Devenu orphelin lorsque le navire dans lequel il se trouve dérive des rivages de l’Angleterre méridionale vers la Bretagne, Horn est élevé à la cour de Hunlaf et il tombe amoureux de sa fille, la belle Rymenild ou Ermynild. Sa défense du royaume contre l’invasion des Sarrasins n’empêche pas le roi de le bannir. Il se rend alors en Irlande où règne Guddred, père de Lembourg, il tombe également amoureux de celle-ci avant de finir par revenir en Bretagne où, après une série d'aventures, il épouse Rigmel avant de monter sur le trône.